# Barito jezici
Barito jezici,  jedna od glavnih grana ili skupina malajsko-polinezijskih jezika kojima se služe Barito narodi na području Indonezije, na otoku Kalimantan ili Borneo i na otoku Madagaskaru, gdje su se prema uvriježenom mišljenju naselili iz ovog dijela Indonezije. Nekoliko jezika iz ove skupine izgubilo je status jezika, to su: kahayan [xah] i katingan [kxg] koji su pripadaju južnoj zapadnobaritskoj podskupini. Njihovi identifikatori povučeni su iz upotrebe.
Skupina obihvaća (27) jezika podijeljenih na 3 podskupine, to su: zapadni barito jezici (zapadnobaritski), istočni barito jezici (istočnobaritski) i makaham. 
Prema novijoj klasifikaciji proširena je jezicima sama-bajaw u velikobaritsku skupinu s ukupno (33) jezika
Domoroci s Madagaskara govore jezici klasificiranom istočnobaritskoj podskupini kamo pripadaju i jezici Dusuna i još nekih plemena s Bornea. Predstavnici su:
a. Istočni, (18) Indonezija: dusun deyah, dusun malang, dusun witu, lawangan, ma'anyan, paku, tawoyan; Madagaskar: antankarana malagasy, bara malagasy, betsimisaraka malagasy (2 jezika, južni betsimisaraka malagasy i sjeverni betsimisaraka malagasy), bushi (na otoku Mayotte), masikoro malagasy, plateau malagasy, sakalava malagasy, tandroy-mahafaly malagasy, tanosy malagasy, tsimihety malagasy.
b. Mahakam danas barito-mahakam (2), Indonezija: ampanang, tunjung.
c. zapadni (5; prije 7) Indonezija/Kalimantan: bakumpai, dohoi, kohin, ngaju, siang; Izgubili status jezika: kahayan, katingan,
d. Sama-Bajaw (8) jezika. Nekada su činili jednu od glavnih skupina malajsko-polinezijskih jezika, a kao jedan od (9) jezika bio jezik yakan [yka], koji se danas klasificira paitanskoj skupini

## Vanjske poveznice
- Ethnologue (14th)